# Deportivo Temperley
El Club Deportivo Temperley es un club de fútbol del Perú, del barrio de Satélite en el Distrito de Jose Luis Bustamante y Rivero de la ciudad de Arequipa en el Departamento de Arequipa.

## Historia
El club fue fundado en 1978, aunque no se precisa el día exacto de su fundación entre el 1 de enero (aniversario de Satélite) o el 27 de junio. Recibió su nombre en honor al Club Atlético Temperley, que en esos momentos militaba en la Primera División Argentina y por aquellos años era particularmente conocido en Arequipa.
El club debutó en las competencias en el año 1980, siendo campeón en el año posterior en segunda división de Arequipa con una definición agónica contra el Oriente Lambramani en el estadio Umacollo. Los hinchas del barrio acompañaron al equipo con canciones que entonaban  "Arequipa tiene un nuevo campeón, que es chiquito y se llama Temperley para la afición... que bonito campeón, que bonito campeón".[cita requerida] El año siguiente, el primero en la primera división de Arequipa, fue difícil: el club peleó por mantener la categoría, objetivo cumplido al final de la temporada.
En 2011 participó en la Liga del Cercado de Arequipa, cumpliendo una discreta actuación.

### Apodos
Se conoce al club como Los de Satélite, debido a que el club fue fundado en el Barrio de Satélite Grande. También se lo apoda Los Guerreros, dado que sus jugadores, muestran la garra y la lucha hasta el final de los minutos, y Los Gasoleros en honor al Club Atlético Temperley, del que tomó su nombre.

## Hinchada

### Barra Quilombera
Es la barra oficial del Deportivo Temperley y se ubica en Occidente. Fundada el 27 de junio de 1983, según los hinchas es la más antigua de Arequipa, lo cual ha sido motivo de discusión hasta el momento. Es una de las hinchadas que se caracteriza por su arenga y llegar a desesperar y desanimar al rival.[cita requerida] En 2014 regresó para reidentificarse con Temperley en la Copa Perú.

## Uniforme
- Uniforme titular: Camiseta roja, pantalón azul, medias blancas.
- Uniforme alterno: Camiseta blanca, pantalón azul, medias rojas.

### Indumentaria y patrocinador
| Periodo       | Patrocinador              |
| ------------- | ------------------------- |
| 2009-2012     | Claro                     |
| 2013          | A su orden                |
| 2014          | A su orden                |
| 2015-presente | A su orden, Fósforos INTI |
| 2015-presente | LOCCO sportwear           |

## Estadio
El Estadio Mariano Melgar es un estadio de fútbol ubicado en la ciudad de Arequipa, a 2.335 m.s.n.m, en el Departamento de Arequipa. Es el escenario alterno del FBC Melgar y también alberga diferentes encuentros de la Copa Perú, incluyendo los partidos en los que participa Temperley.

## Plantilla
- Actualizada el 17 de marzo de 2012.

## Comisión directiva
| Presidente       | Cargo                |
| ---------------- | -------------------- |
| Javier Zevallos  | Presidente Honorario |
| Antonio Medina   | Presidente Protector |
| Víctor Avendaño  | Presidente Vitalicio |
| Orlando Zevallos | Vicepresidente       |
| Arturo Chávez    | Secretario           |
| Coco Bolaños     | Prosecretario        |
| Mauricio Zegarra | Tesorero             |
| Álvaro Medina    | Protesorero          |
| Luis Reinoso     | Capitán del equipo   |
| Mauricio Zegarra | Capitán de campo     |
| Ángel Chávez     | Vocal                |

## Datos del club
- Temporadas en Primera División: Ninguna
- Temporadas en Segunda División: Ninguna
- Mayor goleada conseguida:
  - En campeonatos nacionales de local: Dep. Temperley 6:0 Deportivo Isabelino (28 de abril de 2010).
  - En campeonatos nacionales de visita: Bío Sport 1:9 Dep. Temperley (5 de marzo de 2011)
- Mayor goleada recibida:
  - En campeonatos nacionales de local: Dep. Temperley 0:11 Sportivo Huracán (13 de marzo de 2023).
  - En campeonatos nacionales de visita: F.B.C. Melgar 9:0 Dep. Temperley (16 de junio de 2016)
- Mejor puesto en la liga: 1.
- Peor puesto en la liga: 8.

## Palmarés

### Torneos distritales
- Liga Distrital de Arequipa (1):  1984.
- Subcampeón de la Liga Distrital de Arequipa: 2018.

## Filiales

### Club Deportivo Temperley Junior
El Club Deportivo Temperley Junior es el equipo filial del Deportivo Temperley y actualmente milita en la Segunda División Distrital de Arequipa. Su misión es probar a los futbolistas sub-18 del club y al término de la temporada, los mejores juveniles son promovidos al primer equipo. Tiene como sede para disputar sus encuentros de local el Estadio Melgar. En 2005 se coronó subcampeón de la Segunda División Distrital. Así, en 2006 Temperley y Temperley Junior coincidieron en la Primera División Distrital.